# Blue Ridge, Texas
Blue Ridge är en ort i Collin County i delstaten Texas, USA.